# L'Été où tout a basculé
L'Été où tout a basculé est une série télévisée française diffusée depuis le 27 juin 2010 sur NRJ 12. Il s'agit de la première fiction produite pour cette chaîne de télévision.

## Distribution
- Joris Conquet : Michaël « Mika »
- Adrian Conquet : Simon
- Tonya Kinzinger : Maude
- Franck Jolly : Daniel
- Nils Haagensen : Laurent
- Fanny Krich : Yaz
- Caroline Furioli : Axelle
- Magloire : Maxence
- Alaa Safi : Djalil
- Hajar Abourachid : Aïcha

## Épisodes
1. Épisode 1 (27 juin 2010)
2. Épisode 2 Rêves party (27 juin 2010)
3. Épisode 3 (4 juillet 2010)
4. Épisode 4 Fête accomplie (4 juillet 2010)